# 重庆市无产阶级革命造反联合委员会
重庆市无产阶级革命造反联合委员会，简称革联会，是1967年至1968年的重庆市临时权力机关。

## 历史
1967年1月24日至26日，重庆50多个群众组织组成以五十四军代表为首的“重庆市无产阶级革命造反联合委员会筹备会”，宣布夺取重庆市党政机关一切权力。2月8日，“革联会”宣告正式成立，五十四军（重庆警备司令部）政治部副主任刘润泉任革联会主任，革联会常委12人（后增加到21人）中有军队代表2人。
反革联会一派因其“砸烂革联会”的立场而被称为“砸派”（1967年7月改称“反到底派”）。1967年4月后“砸派”迅速壮大。1967年后支持革联会的造反派仍被称为“八一五派”。